# Esqui alpino nos Jogos Olímpicos de Inverno de 2002
O esqui alpino nos Jogos Olímpicos de Inverno de 2002 consistiu de dez eventos, disputados entre 10 e 23 de fevereiro de 2002 em Salt Lake City, nos Estados Unidos.
As provas do downhill, super G e combinado foram realizados na Snowbasin, o slalom gigante no Park City Mountain Resort e o slalom no Deer Valley.
Janica Kostelić, da Croácia, conquistou três medalhas de ouro e uma de prata, tornando-se a atleta de melhor desempenho nesta edição do esqui alpino olímpico.

## Medalhistas
Masculino
| Evento                  | Ouro                            | Prata                          | Bronze                         |
| ----------------------- | ------------------------------- | ------------------------------ | ------------------------------ |
| Downhill detalhes       | Fritz Strobl AUT Áustria        | Lasse Kjus NOR Noruega         | Stephan Eberharter AUT Áustria |
| Combinado detalhes      | Kjetil André Aamodt NOR Noruega | Bode Miller USA Estados Unidos | Benjamin Raich AUT Áustria     |
| Super-G detalhes        | Kjetil André Aamodt NOR Noruega | Stephan Eberharter AUT Áustria | Andreas Schifferer AUT Áustria |
| Slalom gigante detalhes | Stephan Eberharter AUT Áustria  | Bode Miller USA Estados Unidos | Lasse Kjus NOR Noruega         |
| Slalom detalhes         | Jean-Pierre Vidal FRA França    | Sébastien Amiez FRA França     | Benjamin Raich AUT Áustria     |

Feminino
| Evento                  | Ouro                          | Prata                       | Bronze                     |
| ----------------------- | ----------------------------- | --------------------------- | -------------------------- |
| Downhill detalhes       | Carole Montillet FRA França   | Isolde Kostner ITA Itália   | Renate Götschl AUT Áustria |
| Combinado detalhes      | Janica Kostelić CRO Croácia   | Renate Götschl AUT Áustria  | Martina Ertl GER Alemanha  |
| Super-G detalhes        | Daniela Ceccarelli ITA Itália | Janica Kostelić CRO Croácia | Karen Putzer ITA Itália    |
| Slalom gigante detalhes | Janica Kostelić CRO Croácia   | Anja Pärson SWE Suécia      | Sonja Nef SUI Suíça        |
| Slalom detalhes         | Janica Kostelić CRO Croácia   | Laure Pequegnot FRA França  | Anja Pärson SWE Suécia     |

## Quadro de medalhas
| Ordem | País               | Medalha de ouro | Medalha de prata | Medalha de bronze |    |
| ----- | ------------------ | --------------- | ---------------- | ----------------- | -- |
| 1     | CRO Croácia        | 3               | 1                |                   | 4  |
| 2     | AUT Áustria        | 2               | 2                | 5                 | 9  |
| 3     | FRA França         | 2               | 2                |                   | 4  |
| 4     | NOR Noruega        | 2               | 1                | 1                 | 4  |
| 5     | ITA Itália         | 1               | 1                | 1                 | 3  |
| 6     | USA Estados Unidos |                 | 2                |                   | 2  |
| 7     | SWE Suécia         |                 | 1                | 1                 | 2  |
| 8     | GER Alemanha       |                 |                  | 1                 | 1  |
| 8     | SUI Suíça          |                 |                  | 1                 | 1  |
| TOTAL | TOTAL              | 10              | 10               | 10                | 30 |